# Aarni
Gli Aarni sono una band Avantgarde/Doom metal finlandese fondata da Master Warjomaa.
Sebbene in passato siano stati usati alcuni musicisti di supporto reali, alcune fonti dubitano dell'esistenza "fisica" dei componenti del gruppo (ad esclusione di Warjomaa), ritenendoli solo dei personaggi di fantasia inventati dal leader della band. Fra questi personaggi spiccherebbero un conte francese nato nel XVII secolo ed un personaggio dei cartoni animati che indossa una maglietta degli Aarni.
La musica degli Aarni presenta similitudini con il funeral doom metal (per esempio nella canzone Reaching Azathoth) e talvolta somiglia al folk metal. La band indica il proprio genere come Chtonic Musick. I testi degli Aarni includono vari temi come le tradizioni popolari finlandesi, parapsicologia, transumanismo, racconti di Lovecraft, paganesimo, teorie psicoanalistiche e mitologia. I testi sono cantanti sia Inglese che in Finlandese e in Latino e talvolta anche in Francese, Egiziano Antico e in Glassolalia.

## Storia del gruppo
La band venne formata nel 1998 in Finlandia da Master Warjomaa (occasionalmente conosciuto come Mahatma M. Warjomaa), già membro attivo di una band doom metal chiamata Umbra Nihil, come chitarrista solista. 
Gli Aarni hanno pubblicato una demo nel 2001 ed uno split con gli Umbra Nihil l'anno seguente. Dopo una seconda demo nel 2002, la band ha finalmente posto in commercio il suo primo album full-length Bathos, nel 2004.
Gli Aarni sono stati scritturati dalla Firedoom Music, etichetta subordinata alla Firebox Records ma attualmente, la band lavora per la Epidemie Records.. Il gruppo ha pubblicato il secondo LP, intitolato Tohcoth, il 19 febbraio 2008., album a cui è seguita l'uscita, sempre nel 2008, dell'EP Omnimantia.

## Controversie

### Membri del gruppo
Nel sito ufficiale della band, la sezione riguardante i membri riporta quattro componenti, con informazioni su ciascuno. I quattro membri del gruppo sono Master Warjomaa, Comte de Saint-Germain, Doomintroll e Mistress Palm. Warjomaa ha commentato su questo nel 2004:
Gli Aarni sono cinque e cinque è il numero degli Aarni. Pensaci un attimo e capirai... perché gli Aarni consistono in quattro personalità più me. Perché quattro? Perché ho scelto di utilizzare il concetto di quaternità - quattro tipi di personalità, quattro stagioni, quattro equinozi, quattro elementi, quattro posizioni del sole, quattro stadi della vita umana, quattro punti cardinali, quattro mondi Qabbalistici, quattro parti del corpo umano, quattro temi nelle canzoni degli Aarni, quattro basilari circuiti del cervello secondo la teoria di Timothy Leary etc. Pensa al pentagramma che rappresenta la vita umana: ci sono quattro punti combinati con il quinto. Diventa tutto ovviamente simbolico. O no?

#### Master Warjomaa
Master Warjomaa è lo pseudonimo del membro stabile della band. Secondo il sito ufficiale della band, Warjomaa è nato nel 1974. Si afferma che egli è influenzato da Joe Satriani, il Taoismo, i Camel, e H. P. Lovecraft, che appartiene alla specie Homo Superior, e che il suo luogo favorito è Cydonia. Con molti altri artisti, Warjomaa ha definito Black Sabbath, Candlemass, Hawkwind, King Crimson e Van Der Graaf Generator come sue influenze musicali. In un'intervista per i fan nel giugno 2006, Warjomaa afferma:

"Sebbene a volte preferisco una dea unicorno femminile ad un gassoso maschio alfa vertebrato di una grandezza cosmica, preferirei non scegliefe affatto nessun dio o divinità. Credo sia tempo che noi smettiamo di adorare gli dei e cominciamo a puntare sul diventare noi stessi degli dei."

#### Comte de Saint Germain
Le Comte de Saint Germain (tradotto dal francese: "Il Conte di Saint Germain") è uno dei membri degli Aarni. Il suo ruolo nella band è stato considerato come "Sensation, alchemical processes and keys to secrets". È scritto che è nato nel 1665 ed è un "ex-human". non è specificato se le Comte de Saint Germain era un individuo reale vissuto secoli fa o se è un personaggio interamente inventato. È possibile che le Comte de Saint Germain abbia qualcosa in comune con il Count of St Germain, un conte vissuto nel XVIII secolo.

#### Doomintroll & Mistress Palm
Doomintroll è stato rappresentato da un disegno animato di una persona con un naso molto prominente, una pipa in bocca, il logo degli Aarni sulla T-shirt, e una mano che mostra il dito medio. Secondo gli Aarni "ebbe origine" nel 1998, (anche la data della formazione degli Aarni) che gli darebbero sei anni al tempo della pubblicazione del primo album integrale della band. È scritto che Doomintroll appartiene alla specie dei "Duumipeikko". "Duumipeikko", si traduce grossomodo dal Finnico come "Doomintroll". Questo nome è un riferimento ad una serie di libri per bambini molto popolare in Finlandia, Mumin, nella quale Muumipeikko è uno dei personaggi principali. Secondo Doomintroll, la band vuole supportare l'attitudine anarcho-shamanica dei moomintrolls.
Mistress Palm (also referred to as Mrs. Palm) è il quarto membro del gruppo. È descritta come una donna piuttosto anziana in un grembiule mentre tiene una spazzola per i piatti e apre la bocca in costernazione. È stata pensata come un programma per computer o artificial, phlogiston-driven rectoplasm.

### Sito web
In cima alla pagina della band è scritto "4=1". Il motivo di questa equazione è forse quello di considerare la situazione dei quattro membri dichiarati e dell'unico membro attuale e/o può essere un riferimento al concetto di quaternità junghiano. Nella pagina delle notizie (a cui ci si riferisce anche come "Unspeakable Tidings"), le notizie sono elencate cronologicamente. Tuttavia le date sarebbe scritte nella forma che corrisponde a questa nel Discordian calendar. Queste date seguono la forma del "DD/SS/YYYY", come si afferma sul sito ufficiale. Di conseguenza ad esempio l'anno 2007 è considerato come il 3173.

### Testi
I testi sono stati cantati in inglese, finnico, latino, e occasionalmente in francese, egiziano antico, e/o Glossolalic. Il sito ufficiale parla di voci secondo le quali la band abbia cantato anche in svedese e Enochian. Tuttavia nel sito web non c'è alcuna discussione contro o a favore l'accuratezza effettiva di queste voci. In molte canzoni, i testi si riferiscono al Cthulhu Mythos. In un'intervista con il Nocturne Magazine, Master Warjomaa ammise di scrivere testi in Ouranian Barbaric e Enochian, confermando alcune voci.
In "Squaring The Circle", i testi dicono "zero è uguale a due". Ciò può essere un riferimento alle idee di Aleister Crowley e simile al "4=1" dichiarato in cima alla pagina del sito ufficiale della band. In "The Thunder, Perfect Mindfuck", si dice "Sono lo sfacciato e sono imbarazzato" come "Sono falsità e sono la verità". Queste affermazioni possono essere considerate paradossali e controverse come i "Gnostic poem" sui quali i testi sembrano basati. The Thunder, Perfect Mind.

## Formazione

### Formazione attuale
- Master Warjomaa - Crea, suona, e produce la maggior parte dei testi e della musica.
- Comte de Saint Germain - Pensa, processi chimici e chiavi ai segreti.
- Doomintroll - sentimenti, senso del gusto e percussioni.
- Mistress Palm - Sensazioni, errori di esecuzione musicale, canzoni inferiori, suono sub-par

### Membri precedenti e sessioni
- Rhesus Christ - sessione di tamburi per Bathos.[19].
- Albert Frankenstein - Sessione voce per Bathos.[19]

## Discografia

### Demo
- 2001 – Demo 2001
- 2002 – Duumipeikon paluu

### Split album
- 2002 – Aarni / Umbra Nihil
- 2012 – Aarni / Persistence in Mourning

### Album
- 2004 – Bathos
- 2008 – Tohcoth

### EP
- 2008 – Omnimantia

### Raccolte
- 2012 – Deliria - Odds and Ends and Beginnings 2000-2012